# 1848年彰化地震
1848年彰化地震，是1848年（道光廿八年）12月3日發生於大清台灣彰化的大地震，造成彰化、鹿港地區居民嚴重傷亡。

## 起因
1848年彰化地震是由於彰化斷層錯動所引起。彰化東側為八卦臺地，該臺地除了是地形交界外，也是彰化斷層的位置。彰化斷層是經濟部中央地質調查所列為第一類活動斷層，此條斷層在西元1848年的活動造成臺灣中部重大地震災害。有研究認為，由災害規模、受災地區與災害較嚴重區域分佈等資料推估，1848年彰化地震與整段彰化斷層，包括大甲斷層、鐵砧山斷層、清水斷層，與彰化斷層的錯動有密切的關聯。考量到當時台灣地區的人口與聚落分佈情形，此一能夠造成上千人死亡與二萬多間房屋全倒的地震，其規模應該大於7，且震源深度相當淺，應小於10公里。

## 傷亡損失
地震共造成1,030人死亡，22,664戶全倒，其中13,993間瓦房、8,671間草房。受災較嚴重地區為大肚上堡、大肚中堡、大肚下堡、大武郡東、西保、燕霧上、下保、南、北投保、馬芝遴保、半線保。除了南、北投保外，受災較嚴重地區呈現南北狹長的分佈，與彰化斷層或是大甲－鐵砧山－清水－彰化斷層相當吻合。
關於彰化大地震造成的傷亡及損失，依照台灣總兵官呂恆安等摺所示：
|  | 道光廿八年十一月初八日辰刻，同時地震，內惟彰化，鹿港情形較重。倒坍房屋、傷斃人口，為數甚多。......統計被震各處內，惟彰化、鹿港為最重，嘉義次之；而彰化、鹿港所屬共十三保，又惟彰化之大肚上中下，大武郡東西、燕霧上下，南北投等四保、鹿港之馬芝遴、半線等二保為最重，其餘各保又次。 |

彰化地震造成臺灣中部諸多廟宇嚴重損壞，而後地方士紳等集資重修：
- 鹿港龍山寺受損，咸豐二年（1852年）龍山寺再度重修，並增建拜殿。
- 鹿港鳳山寺廟宇受損，清咸豐六年（1856年）至咸豐九年（1859年）進行重修。
- 鹿港金門館廟宇受損。
- 鹿港城隍廟嚴重受損，遂由地方士紳倡議重修，道光卅年（1850年）完成修護。
- 定光庵地震後，由信徒張連喜等人重修，改名為「定光佛廟」。
- 元清觀五門殿（前殿）及戲台崩塌受損，倡捐興修⋯⋯即於光緒丁亥秋開光謝土⋯⋯以慶落成焉。[3]
- 芬園寶藏寺廟宇傾圮，各界響應而共捐銀1,429圓重修，於道光卅年（1850年）完工。
- 彰化西門福德祠正殿受損，西街信士陳庇隔年捐資修建正殿。
- 彰化鎮安宮〈重建鎮安宮記〉亦敘述：「⋯⋯於道光廿八年，以地震故，大殿傾頹而神像蒙塵久矣。」[3]